# Молодіжна збірна Конго з футболу
Молодіжна збірна Конго з футболу — національна молодіжна футбольна збірна Республіки Конго, що складається із гравців віком до 20 років. Вважається основним джерелом кадрів для підсилення складу основної збірної Конго. Керівництво командою здійснює Конголезька федерація футболу.
Команда має право участі у Молодіжному чемпіонаті Африки, у випадку успішного виступу на якому може кваліфікуватися на молодіжний чемпіонат світу до 20 років. Також може брати участь у товариських і регіональних змаганнях.